# TEO LT
TEO LT (рус. ТЕО ЛТ) — ныне не существующая литовская телекоммуникационная компаная. Была основана в 1992 году и упразднена в 2017 году в результате слияния с Omnitel и Baltic Data Center в Telia Lietuva. Прежнее название «Lietuvos telekomas» (рус. Литовский телеком). 88,15% акций компании принадлежало скандинавскому телекоммуникационному гиганту TeliaSonera.

## Деятельность
В 2005 году оборот компании составил 754 млн литов.